# Список предстоятелей Русской православной церкви
Список предстоятелей Русской церкви включает первых по чести епископов Русской православной церкви, начиная со времени её создания, с учётом изменения титулования.

## Условные обозначения
Знаком нимба помечены те персоналии, которые после смерти были причислены к лику святых Русской православной церкви.

## Митрополиты Киевские и всея Руси

### Киевская митрополия (988—1458)
| Начало                                      | Конец                                 | Илл. | Имя                     | Примечание |  |
| ------------------------------------------- | ------------------------------------- | ---- | ----------------------- | --- |  |
| 988                                         | 992                                   |      | Михаил I                | О времени управления им Киевской митрополией существует два мнения: одни считают его первым митрополитом Киевским, другие вторым, после Леонтия. Вопрос остаётся спорным. Исконное предание Русской церкви признавало первым митрополитом Киевским Михаила. Причислен к лику святых. Память 30 сентября (по юлианскому календарю) |  |
| 992                                         | 1008                                  |      | Леонтий                 | О времени управления им Киевской митрополией существует два мнения: одни считают его первым митрополитом Киевским, другие вторым, после святителя Михаила. Вопрос остаётся спорным. |  |
| 1008                                        | до 1018                               |      | Феофилакт               | Первый засвидетельствованный источниками митрополит Киевский. По одним данным, он был первым митрополитом Киевским. По другим, следующим за Михаилом и управлял в 991—997 годах. |  |
| 1008/1018                                   | ок. 1030                              |      | Иоанн I                 | |  |
| ок. 1035                                    | 1040-е годы                           |      | Феопемпт                | |  |
|                                             |                                       |      | Кирилл (I) Грек         | Не упоминается в русских летописях, только на 1050 год упоминается в 1624—1626 годах. |  |
| 1051                                        | 1054                                  |      | Иларион Русин           | Первый митрополит, чьё русское происхождения считается достоверным. Причислен к лику святых. Память во 2-е воскресенье Великого поста, в Соборе преподобных отцов Киево-Печерских. |  |
| 1054/1055                                   | ок. 1065                              |      | Ефрем                   | |  |
| ок. 1065                                    | ок. 1076                              |      | Георгий                 | |  |
| не позднее 1076/1077                        | после августа 1089                    |      | Иоанн II                | Причислен к лику святых (упоминается в службе Всем Святым в земле Русской просиявшим, в списке русских святителей). Отдельного дня памяти не имеет. |  |
| лето 1090                                   | ранее 14 августа 1097                 |      | Иоанн III               | |  |
| ок. 1097                                    | ранее 1104                            |      | Николай                 | Причислен к лику святых. Имя митр. Николая в XVII-XVIII вв. было внесено в «Книгу, глаголемую Описание о российских святых», в число «святых града Киева», также оно упоминается в молитве на литии, в службе Всем святым, в земле Русской просиявшим. |  |
| 18 декабря 1104                             | апрель 1121                           |      | Никифор I               | |  |
| 15 октября 1122                             | 9 марта 1126                          |      | Никита                  | После него около пяти лет кафедра митрополии Русской оставалась праздною. |  |
| лето 1130                                   | 1145                                  |      | Михаил II               | На основании его послания можно догадываться, что Михаил сложил с себя сан митрополита (отписался митрополии) в ходе кризиса, виновником которого, по-видимому, был он сам. |  |
| 27 июля 1147                                | начало 1155                           |      | Климент Смолятич        | Первый русский богослов, второй митрополит русского происхождения. Киевский князь Изяслав Мстиславич поставил Климента Смолятича митрополитом без санкции патриарха Константинопольского, что вызвало огромное неудовольствие и противодействие среди церковнослужителей-греков. После смерти Изяслава (1154) принуждён был оставить митрополичью кафедру. |  |
| 1156—1158                                   | 1159                                  |      | Константин I            | Низложил всех иерархов, поставленных Климентом Смолятичем. Князья решили устранить от кафедры обоих прежних митрополитов, Климента и Константина, и просить у патриарха Константинопольского нового первосвятителя для России. Но Константин умер прежде принятия решения. Причислен к лику святых. Память 5 июня (по юлианскому календарю) |  |
| август 1160                                 | июнь 1163                             |      | Феодор                  | После смерти Феодора шла речь о повторном поставлении Климента Смолятича. |  |
| весна 1164                                  | 1166                                  |      | Иоанн IV                | |  |
| 1167                                        | 1169/1170                             |      | Константин II           | Вступил в конфликт с Киево-Печерским монастырём; подверг епитимье печерского игумена Поликарпа. Эта мера вызвала такое раздражение против него, что разграбление Киева войсками Андрея Боголюбского рассматривалось как божественное возмездие за «неправду митрополичью». |  |
| весна 1171                                  | ?                                     |      | Михаил III              | Русским источникам неизвестен |  |
| ранее 1183                                  | после 1201                            |      | Никифор II              | |  |
| ранее 1210                                  | 19 августа 1220                       |      | Матфей                  | |  |
| 1224/1225                                   | лето 1233                             |      | Кирилл I (II) Блаженный | |  |
| 1242/1247                                   | ?                                     |      | Иосиф                   | |  |
| 1242/1247                                   | 27 ноября 1281                        |      | Кирилл III              | Причислен к лику святых (упоминается в службе Всем Святым в земле Русской просиявшим, в списке русских святителей). Дня памяти не имеет. |  |
| 1283                                        | 6 декабря 1305                        |      | Максим                  | Перенёс митрополичью резиденцию («седалище») из Киева в Брянск, а затем (в 1299 году) во Владимир. Причислен к лику святых, память в Соборе Владимирских святых, 23 июня (по юлианскому календарю). |  |
| 1308                                        | 21 декабря 1326                       |      | Пётр                    | Первый из митрополитов Киевских, имевших постоянное местопребывание в Москве (с 1325 года). Причислен к лику святых. Память 24 августа и 21 декабря (по юлианскому календарю), а также в Соборе Московских святых. В Собор Московских святых входят также все последующие Предстоятели Русской Церкви, несмотря на то, что официально они, включая, по крайней мере, митрополита Иону, именовались "Киевскими".                                                         |  |
| 1328                                        | 1353                                  |      | Феогност                | Причислен к лику святых. Память 14 марта (по юлианскому календарю). |  |
| 1354                                        | 1378                                  |      | Алексий (Бяконт)        | Причислен к лику святых. Память 12 февраля и 20 мая (по юлианскому календарю). |  |
| 1378, февраль                               | 1380, июнь                            |      | Киприан                 | Соборное деяние патриарха Филофея 1375 года разделило митрополию на западную и восточную, и Киприан был назначен митрополитом "Киевским и Литовским" при жизни Алексия, с тем условием, что после смерти Алексия все земли Киевской митрополии должны объединиться под властью Киприана. Де юре после смерти Алексия он стал митрополитом Русским, однако это назначение не было утверждено в Константинополе. Подробней см.: Борьба за киевскую митрополию (1379-1389) |  |
| 1378, зима-весна                            | 1379, 29 сентября                     |      | Михаил (Митяй)          | Де факто. Наречённый митрополит, поставлен князем. Не подтвержден константинопольской патриархией. Подробней см.: Борьба за киевскую митрополию (1379-1389) |  |
| 1380, июнь (де юре); 1382, осень (де факто) | 1384 (де юре); 1383, весна (де факто) |      | Пимен                   | Назначен митрополитом в Константинополе; не признан Дмитрием Донским, находился в заключении с осени 1381 до осени 1382 года, после чего был прощен князем и принял кафедру в Москве. В 1383 снова попал в опалу, и по просьбе князя в 1384 году снят с должности. Подробней см.: Борьба за киевскую митрополию (1379-1389) |  |
| 1381 (де факто)                             | 1382 (де факто)                       |      | Киприан                 | В это время де юре был только митрополитом Малой Руси. Был принят как митрополит в Москве князем Дмитрием Донским во время заточения Пимена, однако это не признавалось патриархией. Был принят как митрополит в Москве князем Дмитрием Донским во время заточения Пимена, однако это не признавалось патриархией. Подробней см.: Борьба за киевскую митрополию (1379-1389) Причислен к лику святых. Память 27 мая и 16 сентября (по юлианскому календарю).             |  |
| 1384 (де юре)                               | 1385 (де юре)                         |      | Дионисий                | Назначен митрополитом в Константинополе. Все это время провел в путешествии и в тюрьме в Киеве. Подробней см.: Борьба за киевскую митрополию (1379-1389) Прославлен в лике святых. Память 26 июня (по юлианскому календарю). Поминается традиционно как архиепископ Суздальский. |  |
| 1388, апрель (де факто)                     | 1389, июль (де факто)                 |      | Пимен                   | Повторно. Несмотря на то, что снят с должности патриархом, снова был принят в Москве как законный митрополит. Подробней см.: Борьба за киевскую митрополию (1379-1389) |  |
| 1390                                        | 1406                                  |      | Киприан                 | Повторно. На сей раз и де юре (причем совместив малоросскую и великоросскую кафедры), и де факто. Подробней см.: Борьба за киевскую митрополию (1379-1389) Причислен к лику святых. Память 27 мая и 16 сентября (по юлианскому календарю). |  |
| 1408                                        | 1431                                  |      | Фотий                   | Причислен к лику святых. Память 27 мая и 2 июля (по юлианскому календарю). |  |
| 1433                                        | 1435                                  |      | Герасим                 | |  |
| 1437                                        | 1458                                  |      | Исидор                  | Из-за отпадения митрополита Исидора в унию в Москве был поставлен параллельный митрополит Иона. |  |
| 1448                                        | 1461                                  |      | Иона                    | Параллельно Исидору. В 1451 году был признан в Литве. Причислен к лику святых. Память 27 мая и 15 июля (по юлианскому календарю). |  |

С 1461 года после начала автокефалии восточно-русских епархий, находящихся в составе Московского государства, митрополиты, имевшие кафедру в Москве, стали именоваться Московскими и всея Руси (или Руссии).

## Митрополиты Московские и всея Руси
| Начало           | Конец            | Илл. | Имя                    | Примечание |
| ---------------- | ---------------- | ---- | ---------------------- | --- |
| 3 мая 1461       | 13 сентября 1464 |      | Феодосий (Бывальцев)   | Стал первым митрополитом Московским, которого утвердил Великий князь Московский, а не патриарх Константинопольский. Причислен к лику святых. Отдельного дня памяти не имеет. Празднуется в соборе Московских святых.         |
| 11 ноября 1464   | 5 апреля 1473    |      | Филипп I               | Причислен к лику святых. Отдельного дня памяти не имеет. Празднуется в соборе Московских святых. |
| 29 июня 1473     | 28 мая 1489      |      | Геронтий               | Причислен к лику святых. Отдельного дня памяти не имеет. Празднуется в соборе Московских святых. |
| 26 сентября 1490 | 9 февраля 1495   |      | Зосима (Брадатый)      | У церковных историков XIX века имел репутацию тайного приверженца ереси жидовствующих. В 1494 году «своея ради немощи» оставил митрополию и поселился сначала в Симоновском, а затем в Троице-Сергиевском монастыре.         |
| 22 сентября 1495 | 30 апреля 1511   |      | Симон                  | Оставил митрополию. Скончался на следующий год. Причислен к лику святых. Отдельного дня памяти не имеет. Празднуется в соборе Московских святых.                                                                             |
| 3 августа 1511   | 18 декабря 1521  |      | Варлаам                | Был вынужден оставить митрополию. Умер в 1533 году. |
| 27 февраля 1522  | 2 февраля 1539   |      | Даниил                 | В малолетство Иоанна Грозного поддерживал его мать Елену Глинскую и её фаворита князя Овчину-Телепнева, после падения которого был низложен Шуйскими и удалился на покой в Иосифо-Волоколамский монастырь. Умер в 1547 году. |
| 6 февраля 1539   | январь 1542      |      | Иоасаф (Скрипицын)     | Низложен Шуйскими в правление малолетнего Ивана Грозного и сослан в Кирилло-Белозерский монастырь. Умер в 1555 году. Причислен к лику святых. Отдельного дня памяти не имеет. Празднуется в соборе Московских святых.        |
| 19 марта 1542    | 31 декабря 1563  |      | Макарий                | Причислен к лику святых. Память - 30 декабря (юлианского календаря). |
| 5 марта 1564     | 16 мая 1566      |      | Афанасий               | Отказался от кафедры. Умер в 1575 году. |
| июль 1566        | ?                |      | Герман (Садырев-Полев) | Наречённый митрополит. Согласно житию был убит в 1567 году в своей келье опричником, который отсёк ему топором голову. |
| 25 июля 1566     | 4 ноября 1568    |      | Филипп II (Колычёв)    | Жертва опричнины. Низложен по приговору церковного суда. Сослан в Тверской Отроч Успенский монастырь. Умер в 1569 году, возможно убит. Причислен к лику святых. Память - 9 января и 3 июля (юлианского календаря).           |
| 11 ноября 1568   | 8 февраля 1572   |      | Кирилл (III/IV)        | |
| май 1572         | начало 1581      |      | Антоний                | |
| 1581             | 13 октября 1586  |      | Дионисий               | Лишён кафедры и сослан в Хутынский монастырь Борисом Годуновым (при Фёдоре Иоанновиче). Умер на следующий год. |
| 11 декабря 1586  | 23 января 1589   |      | Иов                    | Первый патриарх Московский. Причислен к лику святых. Память - 5 апреля и 19 июня. |

## Первый Патриарший период (1589—1721)
| Период предстоятельства | Период предстоятельства | Изображение | Имя                | Мирское имя              | Примечание |
| ----------------------- | ----------------------- | ----------- | ------------------ | ------------------------ | --- |
| 23 января 1589          | июнь 1605               |             | Патриарх Иов       | Иван                     | Низложен после смерти царя Бориса Годунова сторонниками самозванца Лжедмитрия I. Сослан в Старицу. Умер в 1607 году. Причислен к лику святых. Память - 5 апреля и 19 июня. |
| 30 июня 1605            | май 1606                |             | Патриарх Игнатий   |                          | Поставлен при царе Лжедмитрии I Собором русских архиереев. После смерти Лжедмитрия I Собором русских архиереев лишён патриаршего престола и епископского сана. |
| 3 июня 1606             | 17 февраля 1612         |             | Патриарх Гермоген  | Ермолай                  | Гермоген был патриархом на территории Руси, подконтрольной царю Василию Шуйскому. С 1607 по 1610 годы на территории Руси, подконтрольной самозванцу Лжедмитрию II, патриархом был митрополит Ростовский Филарет. Во время польско-литовской оккупации Москвы, в марте 1611 года был заточён в Чудов монастырь, где и умер. Боярское правительство сразу вернуло Игнатия на патриарший престол. Но уже в конце 1611 года (не позднее октября или 27 декабря) Игнатий, зная каноническую фальшивость своего положения, покидает Москву. Причислен к лику святых. Память - 17 февраля и 12 мая (юлианского календаря). |
| 17 февраля 1612         | 26 декабря 1613         |             | Митрополит Ефрем   | Хвостов                  | Местоблюститель патриаршего престола |
| 1614                    | 24 июня 1619            |             | Митрополит Иона    | Архангельский            | Местоблюститель патриаршего престола |
| 24 июня 1619            | 1 октября 1633          |             | Патриарх Филарет   | Фёдор Никитич Романов    | |
| 6 февраля 1634          | 28 ноября 1640          |             | Патриарх Иоасаф I  |                          | |
| 27 мая 1642             | 15 апреля 1652          |             | Патриарх Иосиф     | Дьяков                   | |
| 25 июля 1652            | 12 декабря 1666         |             | Патриарх Никон     | Никита Минин (Минов)     | Извержен из священства: не только патриаршего достоинства, но из епископского сана и стал простым монахом. Умер в 1681 году. |
| 10 февраля 1667         | 17 февраля 1672         |             | Патриарх Иоасаф II | Новоторжец (прозвище)    | |
| 7 июля 1672             | 19 апреля 1673          |             | Патриарх Питирим   |                          | |
| 26 июля 1674            | 17 марта 1690           |             | Патриарх Иоаким    | Иван Петрович Савёлов    | |
| 24 августа 1690         | 16 октября 1700         |             | Патриарх Адриан    | Андрей                   | |
| 16 октября 1700         | 22 октября 1721         |             | Митрополит Стефан  | Симеон Иванович Яворский | Местоблюститель патриаршего престола. |

Пётр I в 1721 году учредил Духовную коллегию, впоследствии переименованную в Святейший правительствующий синод — государственный орган высшей церковной власти в российской церкви, главами которого являлись обер-прокуроры. Патриаршество было восстановлено решением всероссийского поместного собора от 28 октября (11 ноября) 1917 года.

## Синодальный период
Первенствующие члены Святейшего синода
| Период                             | Илл. | Имя                      | Кафедра | Комментарий |
| ---------------------------------- | ---- | ------------------------ | --- | --- |
| 14 февраля 1721 — 27 ноября 1722   |      | Стефан (Яворский)        | митрополит Рязанский | президент Синода. Стефан отказывался подписывать протоколы Синода, не бывал в его заседаниях. Никакого влияния на синодальные дела Стефан не имел; царь, очевидно, держал его только для того, чтобы, пользуясь его именем, придать известную санкцию новому учреждению. |
| 27 ноября 1722—1725                |      | Феодосий (Яновский)      | архиепископ Новгородский | первый вице-президент Синода |
| 1725 — 15 июля 1726                |      | Феофан (Прокопович)      | архиепископ Новгородский | первый вице-президент Синода При образовании в 1721 году Святейшего Синода стал его первым вице-президентом (и по смерти Стефана Яворского — его фактическим руководителем), с 15 июля 1726 года — уже титулуется как первенствующий член Синода.                        |
| 15 июля 1726 — 8 сентября 1736     |      | Феофан (Прокопович)      | архиепископ Новгородский | Уже с другим титулованием. |
| 29 мая 1740 — 17 мая 1745          |      | Амвросий (Юшкевич)       | архиепископ Новгородский | |
| 18 августа 1745 — 16 сентября 1753 |      | Стефан (Калиновский)     | архиепископ Новгородский | |
| 1753 — 14 июня 1754                |      | Платон (Малиновский)     | архиепископ Московский | |
| 1754—1757                          |      | Сильвестр (Кулябка)      | архиепископ Санкт-Петербургский                                                                                               | |
| 22 октября 1757 — 14 декабря 1767  |      | Димитрий (Сеченов)       | архиепископ Новгородский (с 1762 — митрополит)                                                                                | |
| 22 сентября 1770 — 16 октября 1799 |      | Гавриил (Петров)         | архиепископ Санкт-Петербургский (с 1775 — архиепископ Новгородский, с 1783 — митрополит)                                      | |
| 16 октября 1799 — 26 марта 1818    |      | Амвросий (Подобедов)     | архиепископ Санкт-Петербургский (с 1801 — архиепископ Новгородский)                                                           | |
| 1818 — 24 марта 1821               |      | Михаил (Десницкий)       | митрополит Санкт-Петербургский (с июня 1818 — митрополит Новгородский)                                                        | |
| 26 марта 1821 — 17 января 1843     |      | Серафим (Глаголевский)   | митрополит Новгородский | |
| 17 января 1843 — 4 ноября 1848     |      | Антоний (Рафальский)     | митрополит Новгородский | |
| 20 ноября 1848 — 17 сентября 1856  |      | Никанор (Клементьевский) | митрополит Новгородский | |
| 1 октября 1856 — 17 июня 1860      |      | Григорий (Постников)     | митрополит Санкт-Петербургский                                                                                                | |
| 1 июля 1860 — 7 сентября 1892      |      | Исидор (Никольский)      | митрополит Новгородский | |
| 18 октября 1892 — 5 декабря 1898   |      | Палладий (Раев-Писарев)  | митрополит Санкт-Петербургский                                                                                                | |
| 25 декабря 1898 — 7 июня 1900      |      | Иоанникий (Руднев)       | митрополит Киевский | |
| 9 июня 1900 — 2 ноября 1912        |      | Антоний (Вадковский)     | митрополит Санкт-Петербургский                                                                                                | |
| 23 ноября 1912 — 6 марта 1917      |      | Владимир (Богоявленский) | митрополит Санкт-Петербургский (с 1915 — митрополит Киевский)                                                                 | Прославлен Русской православной церковью в 1992 году в лике святых как священномученик (память — 25 января по юлианскому календарю). |
| 14 апреля 1917 — 21 ноября 1917    |      | Платон (Рождественский)  | архиепископ Карталинский и Кахетинский, Экзарх Грузии (с августа 1917 — митрополит Тифлисский и Бакинский, Экзарх Кавказский) | |

## Второй Патриарший период (1917 — наст. время)
| Период предстоятельства    | Период предстоятельства | Изображение | Имя                  | Мирское имя                   | Примечание |
| -------------------------- | ----------------------- | ----------- | -------------------- | ----------------------------- | --- |
| 21 ноября (4 декабря) 1917 | 7 апреля 1925           |             | Патриарх Тихон       | Василий Иванович Беллавин     | Причислен к лику святых. Память - 25 марта, 26 сентября и 5 ноября.                                                                                |
| 12 апреля 1925             | 27 декабря 1936         |             | Митрополит Пётр      | Пётр Фёдорович Полянский      | Патриарший местоблюститель. Находился в заключении и не мог заниматься вопросами церковного управления. Убит в 1937 году. Причислен к лику святых. |
| 27 декабря 1936            | 12 сентября 1943        |             | Митрополит Сергий    | Иван Николаевич Страгородский | Патриарший местоблюститель. В период местоблюстительства Петра (Полянского) — заместитель Патриаршего местоблюстителя.                             |
| 12 сентября 1943           | 15 мая 1944             |             | Патриарх Сергий      | Иван Николаевич Страгородский | |
| 15 мая 1944                | 2 февраля 1945          |             | Митрополит Алексий I | Сергей Владимирович Симанский | Патриарший местоблюститель |
| 4 февраля 1945             | 17 апреля 1970          |             | Патриарх Алексий I   | Сергей Владимирович Симанский | |
| 18 апреля 1970             | 2 июня 1971             |             | Митрополит Пимен     | Сергей Михайлович Извеков     | Патриарший местоблюститель |
| 3 июня 1971                | 3 мая 1990              |             | Патриарх Пимен       | Сергей Михайлович Извеков     | |
| 3 мая 1990                 | 7 июня 1990             |             | Митрополит Филарет   | Михаил Антонович Денисенко    | Патриарший местоблюститель. Впоследствии ушёл в раскол.                                                                                            |
| 10 июня 1990               | 5 декабря 2008          |             | Патриарх Алексий II  | Алексей Михайлович Ридигер    | |
| 6 декабря 2008             | 27 января 2009          |             | Митрополит Кирилл    | Владимир Михайлович Гундяев   | Патриарший местоблюститель |
| 1 февраля 2009             | настоящее время         |             | Патриарх Кирилл      | Владимир Михайлович Гундяев   | |